# Gianni Rodari
Giovanni Francesco Rodari, detto Gianni (pronuncia Rodàri, /roˈdari/; Omegna, 23 ottobre 1920 – Roma, 14 aprile 1980), è stato uno scrittore, pedagogista, giornalista e poeta italiano.
Scrittore e giornalista famoso per fantasia e originalità, attraverso racconti, filastrocche e poesie, divenute in molti casi classici per ragazzi, ha contribuito a rinnovare profondamente la letteratura per ragazzi. Tra le sue opere maggiori si ricordano Filastrocche in cielo e in terra, Il libro degli errori, Favole al telefono, Il gioco dei quattro cantoni, C'era due volte il barone Lamberto. È l'unico scrittore italiano ad aver vinto il Premio Hans Christian Andersen (1970).

## Biografia
Nacque il 23 ottobre 1920 a Omegna, sul lago d'Orta in Piemonte, da Giuseppe Rodari (1890-1929), un fornaio che possedeva un negozio in via Mazzini, la via principale di Omegna, sposato in seconde nozze con Maddalena Aricocchi (1898-1963), commessa nella bottega paterna e poiché i genitori stavano in negozio, venne seguito nel corso della sua infanzia da una balia di Pettenasco. A Omegna Rodari frequentò le prime quattro classi elementari poi, in seguito alla morte del padre per una broncopolmonite nel 1929, all'età di nove anni, si trasferì a Gavirate (VA), in Lombardia, il paese natale della madre, insieme con il fratello Cesare (1921-1982).
La madre, in seguito, cedette l'attività del marito al fratellastro di Gianni, Mario (1908-1966), nato dalle prime nozze del padre. Nel 1931 lei lo fece entrare nel seminario cattolico di San Pietro Martire di Seveso (MI) in Lombardia, ma ben presto comprese che non era la strada giusta per il figlio, quindi nel 1934 lo iscrisse alle magistrali.
Nel 1937 Rodari si diplomò come maestro presso Gavirate. Nel 1938 egli fece il precettore a Sesto Calende, presso una famiglia di ebrei tedeschi fuggiti dalla Germania e nel 1939 si iscrisse alla facoltà di lingue dell'Università Cattolica del Sacro Cuore di Milano, ma abbandonò però i corsi, dopo pochi esami. Insegnò in seguito, a Brusimpiano, Ranco e Cardana di Besozzo vicino a Varese, in Lombardia. Come egli stesso raccontò, la sua scuola non fu grandiosa a causa della giovane età; tuttavia, si rese conto che fu una scuola divertente dove i bambini utilizzavano la fantasia per aiutarlo addirittura a correggere le sue stesse opere: questa, insieme a molte altre doti, fu una delle sue basilari caratteristiche che gli consentiranno di farsi riconoscere sempre per la sua originalità.
Durante la seconda guerra mondiale, Rodari venne esonerato dal servizio militare a causa della salute cagionevole. Intanto, egli vinse il concorso per maestro e insegnò come supplente a Uboldo in Lombardia. Nel dicembre 1943 Rodari venne richiamato alle armi dalla Repubblica Sociale Italiana e assegnato all'ospedale militare di Baggio. Traumatizzato dalla perdita dei suoi due migliori amici (Nino Bianchi, morto nel naufragio della nave Calipso nel Mediterraneo all'inizio della guerra, e Amedeo Marvelli, deceduto durante la campagna di Russia) e dall'internamento del fratello presso un campo di concentramento nazista in Germania, Rodari prese contatti con la Resistenza lombarda, gettò l'uniforme,  entrò in clandestinità e si avvicinò al PCI, al quale si iscrisse il 1º maggio 1944.

### Il dopoguerra
Dopo il 25 aprile 1945, egli iniziò la carriera giornalistica in Lombardia, dapprima con il giornaletto ciclostilato Cinque punte, poi dirigendo L'Ordine Nuovo, periodico della Federazione Comunista di Varese. Nel frattempo, pubblicò alcune trascrizioni di leggende popolari e alcuni racconti anche con lo pseudonimo di Francesco Aricocchi. Nel 1947 approdò a L'Unità di Milano, su cui, due anni dopo, iniziò a curare la rubrica La domenica dei piccoli.
Nel 1950 Rodari lasciò Milano per Roma, dove fondò e diresse, con Dina Rinaldi, il giornale per ragazzi Pioniere (settimanale dell'API, Associazione Pionieri d'Italia), con cui collaborò per una decina d'anni, fino alla cessazione della pubblicazione. In tale periodo fondò il campeggio estivo dei Pionieri, con sede prima a Sestola (MO) e poi a Castelluccio di Porretta Terme (BO).

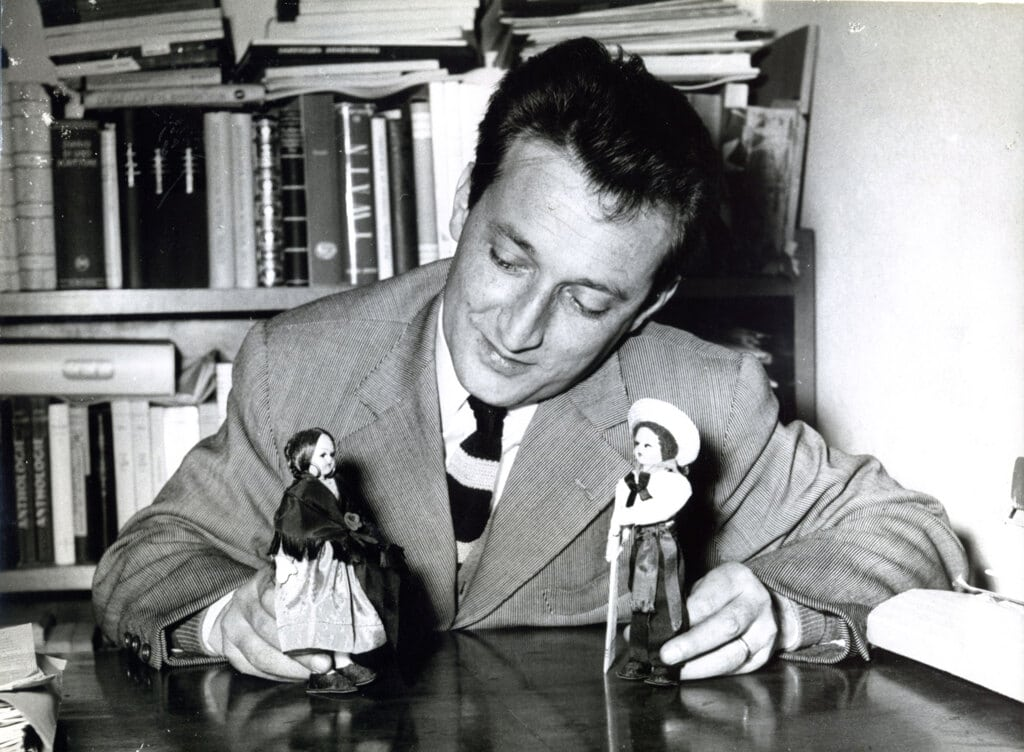
Gianni Rodari in un'immagine degli anni cinquanta.

Durante la guerra fredda, nel 1951, la pubblicazione del suo primo libro pedagogico Il manuale del Pioniere provocò aspre reazioni da parte della stampa cattolica, tanto che le parrocchie arrivavano a bruciare nei cortili il Pioniere e i suoi libri. Il 25 aprile 1953 sposò la modenese Maria Teresa Ferretti, segretaria del Gruppo Parlamentare del Fronte Democratico Popolare, ed ebbe da lei una figlia, Paola, nel 1957. Il 13 dicembre 1953 fondò Avanguardia, giornale nazionale della FGCI. Chiusa l'esperienza nel 1956, tornò, chiamato da Pietro Ingrao, all'Unità, dal settembre del 1956 al dicembre del 1958.
Dal 1954, per una quindicina d'anni, Rodari collaborò a numerose altre pubblicazioni: scrisse articoli su quotidiani e periodici e curò libri e rubriche per ragazzi, tuttavia, entrò nell'Albo dei giornalisti solo nel 1957. Dal 1º dicembre 1958 passò a Paese Sera come inviato speciale e nello stesso periodo iniziò a collaborare con la Rai e la BBC, come autore del programma televisivo per l'infanzia Giocagiò. Dal 1966 al 1969 Rodari non pubblicò libri, limitandosi ad un'intensa attività di collaborazioni per quanto riguarda il lavoro con i bambini. Fu questo un periodo molto duro per lui, soprattutto a causa delle non ottimali condizioni fisiche e della gran mole di lavoro.
Gianni Rodari collaborò tra il 1967 e il 1968 con articoli, poesie e filastrocche alla rivista Pioniere Noi Donne.
Bruno Munari e Altan hanno disegnato numerose copertine e illustrazioni per i libri di Gianni Rodari.
Nel 1968, stanco di Paese Sera, pensò di accettare l'offerta di Giulio Einaudi Editore, che con Editori Riuniti pubblicava allora i suoi libri, e di trasferirsi a Torino in Piemonte, ma aveva da poco traslocato nel quartiere Gianicolense in attesa di andare a vivere in una nuova casa a Manziana e, poiché la moglie lavorava, ed entrambi, non volevano creare traumi di trasferimento nella figlia in età scolare, rimase a Roma.
Nel 1970 vinse il Premio Hans Christian Andersen.
Nel 1973 uscì il suo lavoro pedagogico più celebre: Grammatica della fantasia, saggio indirizzato a insegnanti, genitori e animatori, nonché frutto di anni di lavoro passati a relazionarsi con il campo della "fantastica". Con il celebre pseudonimo di Benelux, teneva su Paese Sera una rubrica-corsivo quotidiana molto seguita. Si recò più volte in URSS Unione Sovietica, dove i suoi libri erano diffusi in tutte le scuole delle repubbliche e intraprese viaggi anche in Cina e in Bulgaria.

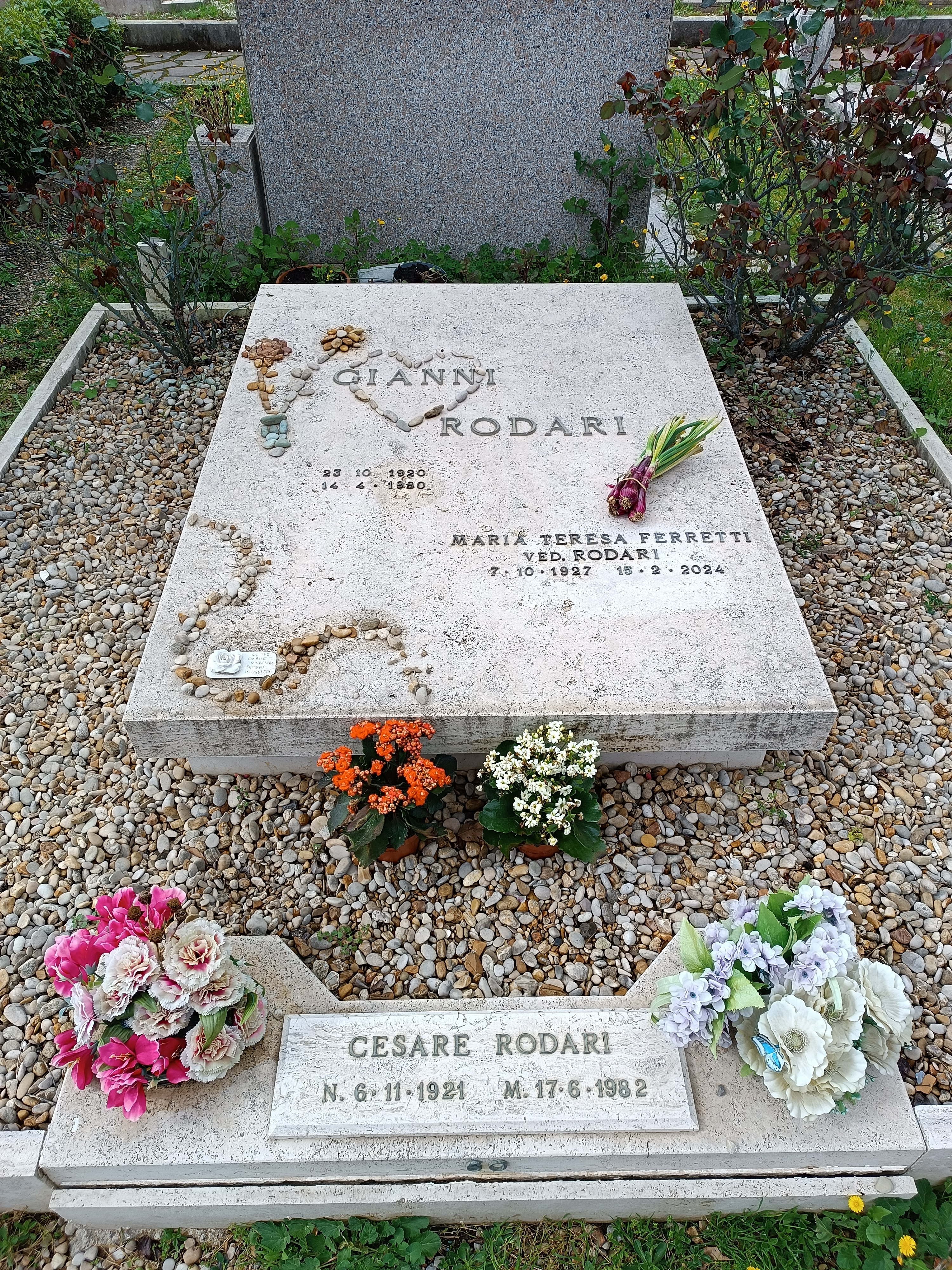
La tomba di Gianni Rodari nel cimitero del Campo Verano

### L'impegno per la scuola e ilCoordinamento Genitori Democratici(CGD)
Dopo la morte di Ada Gobetti nel 1968, assunse la direzione del Giornale dei genitori, incarico che tenne fino all'inizio del 1977.
Nel 1976, Rodari insieme alla giornalista partigiana Marisa Musu, fondò l'associazione di promozione sociale denominata Coordinamento Genitori Democratici, una ONLUS impegnata ad insegnare e praticare i valori di una scuola antifascista, laica e democratica, membro da fine anni '90 del Forum nazionale delle associazioni dei genitori nella scuola, istituito in seno al Ministero della Pubblica Istruzione. Negli anni '70 e '80 esso era progressivamente diventato uno dei due "partiti" principali nelle elezioni triennali degli organi collegiali della scuola pubblica, laico e di orientamento di sinistra (l'altro "partito" principale divenne l'AGE, Associazione italiana dei Genitori, di orientamento cattolico e più moderato).

### La morte
Fino all'inizio del 1980 Rodari continuò le collaborazioni giornalistiche e partecipò a molte conferenze e incontri nelle scuole italiane con insegnanti, genitori, alunni e gruppi teatrali per ragazzi. I suoi testi pacifisti sono stati musicati da Sergio Endrigo (Ci vuole un fiore, Ho visto un prato, Zucca pelata, Napoleone, Mi ha fatto la mia mamma, Un signore di Scandicci) e da vari cantanti italiani.
Il 10 aprile 1980 venne ricoverato in una clinica a Roma per potersi sottoporre ad un intervento chirurgico alla gamba sinistra, data l'occlusione di una vena; morì quattro giorni dopo, il 14 aprile, per uno shock cardiogeno, all'età di 59 anni.
Le sue spoglie furono sepolte nel cimitero del Verano.
Dal libro La Freccia Azzurra è stato tratto l'omonimo film d'animazione nel 1996. Il successo raccolto dall'autore in URSS Unione Sovietica ha portato anche lì alla realizzazione di cartoni animati tratti dalle opere di Rodari, come Cipollino (1961), nel 1989 tradotto e diffuso in Italia per il mercato home video, o Rassejannyj Džovanni (1969), tratto da La passeggiata di un distratto.

## Riconoscimenti

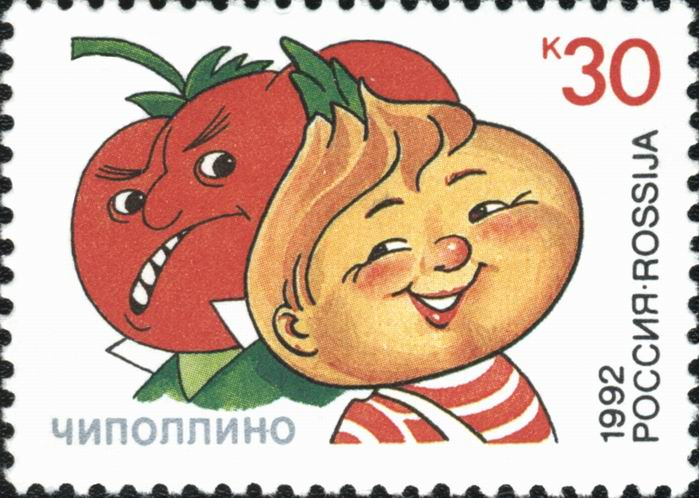
Cipollino e il cavalier Pomodoro in un francobollo russo del 1992.

- Dal 1980 (anno della sua morte) sono state scritte decine di opere che parlano di Gianni Rodari, ed esistono anche centinaia di parchi, circoli, biblioteche, ludoteche, strade, e scuole materne ed elementari intitolate a lui. Il "Parco Rodari" più importante si trova ad Omegna, suo paese natale, mentre a Roma gli è stata intitolata la biblioteca comunale del Municipio Roma VII a Tor Tre Teste.[19]
- Nel 2010, 90º anniversario della nascita, 40º anniversario del ricevimento del Premio Andersen e 30º anniversario della morte, in Italia e all'estero, sono state realizzate numerosissime iniziative per ricordarlo; tra esse le nuove ristampe per l'occasione.
- Oltre al Premio Hans Christian Andersen del 1970 vanno ricordati anche i riconoscimenti del premio Prato (1960) e dei premi Castello e Rubino (entrambi del 1965).
- Sebbene molte vie e piazze siano state a lui dedicate, la principale "piazza Gianni Rodari" sorge proprio a Omegna, davanti all'omonimo "Parco della Fantasia" sopraccitato.[20]

## Grammatica della fantasia
La Grammatica della fantasia è, come dice il sottotitolo, un’"introduzione all'arte di inventare storie". È l'unico volume dello scrittore di Omegna non appartenente al genere narrativo, ma dal contenuto teorico.
Nasce ufficialmente a Reggio Emilia, dalla paziente trascrizione a macchina da parte di una stagista di alcuni appunti rimasti a lungo dimenticati. Gli appunti in questione, scritti intorno agli anni quaranta, facevano parte della raccolta del Quaderno della fantasia. Vennero recuperati in seguito ad un comizio che si terrà proprio nella città emiliana dal 6 al 10 marzo 1972.
L'opera si sviluppa in 45 capitoli e si potrebbe affermare che la stragrande maggioranza dei temi e degli episodi della poliedrica attività di scrittore e di studioso di Gianni Rodari sopra citati nella biografia siano ripresi anche nel corso delle argomentazioni e degli esempi che le accompagnano.

## Opere

### Opere pubblicate in vita
- Manuale del Pioniere, Roma, Edizioni di Cultura Sociale, 1951;
- Il libro delle filastrocche, Firenze, Toscana Nuova, 1951;
- Le avventure di Cipollino, Roma, Edizioni di cultura sociale, 1951;
- Il treno delle filastrocche, Roma, Edizioni di cultura sociale, 1952;
- Le avventure di Scarabocchio, Roma, Edizioni di cultura sociale, 1954;
- La Freccia Azzurra, Firenze, Centro Diffusione Stampa, 1954;
- Gelsomino nel paese dei bugiardi, Roma, Editori Riuniti, 1958;
- Filastrocche in cielo e in terra, Torino, Einaudi, 1960;
- Favole al telefono, Torino, Einaudi, 1962;
- Gip nel televisore e altre storie in orbita, Milano, Mursia, 1962;
- Il pianeta degli alberi di Natale, Torino, Einaudi, 1962;
- Castello di carte, Milano, Mursia, 1963;
- Enciclopedia della favola, raccolte da Vladislav Stanovsky e Jan Vladislav, 3 voll., Roma, Editori Riuniti, 1963;
- Il cantastorie. Storie a piedi e in automobile, Roma, Automobile Club d’Italia, 1964;
- Il libro degli errori, Torino, Einaudi, 1964;
- La torta in cielo, Torino, Einaudi, 1966;
- Venti storie più una, Roma, Editori Riuniti, 1969;
- Le filastrocche del cavallo parlante, Milano, Emme, 1970;
- Tante storie per giocare, Roma, Editori Riuniti, 1971;
- Gli affari del signor gatto, Torino, Einaudi, 1972;
- Il palazzo di gelato e altre otto favole al telefono, Torino, Einaudi, 1972;
- Grammatica della fantasia, Torino, Einaudi, 1973;
- I viaggi di Giovannino Perdigiorno, Torino, Einaudi, 1973;
- Novelle fatte a macchina, Torino, Einaudi, 1973;
- La filastrocca di Pinocchio, Roma, Editori Riuniti, 1974;
- Marionette in libertà, Torino, Einaudi, 1974;
- C’era due volte il barone Lamberto ovvero I misteri dell’isola di San Giulio, Torino, Einaudi, 1978;
- Il teatro, i ragazzi, la città. La storia di tutte le storie: un’esperienza di incontro tra scuola e teatro, con Emanuele Luzzati e Teatro aperto ’74, Milano, Emme, 1978.[21]

### Opere postume
- Il gioco dei quattro cantoni, Torino, Einaudi, 1980;
- I nani di Mantova, Teramo, Lisciani & Giunti, 1980;
- Piccoli vagabondi, Roma, Editori Riuniti, 1981;
- Esercizi di fantasia, Roma, Editori Riuniti, 1981;
- Filastrocche lunghe e corte, Roma, Editori Riuniti, 1981;
- Il cane di Magonza, Roma, Editori Riuniti, 1982;
- Atalanta. Una fanciulla nella Grecia degli dei e degli eroi, Roma, Editori Riuniti, 1982;
- Il libro dei perché, Roma, Editori Riuniti, 1984;
- Giochi nell’URSS. Appunti di viaggio, Torino, Einaudi, 1984;
- Le avventure di Tonino l’invisibile, Roma, Editori Riuniti, 1985;
- Il secondo libro delle filastrocche, Torino, Einaudi, 1985;
- Filastrocche per tutto l’anno, Roma, Editori Riuniti, 1986;
- Chi sono io? I primi giochi di fantasia, Roma, Editori Riuniti, 1987;
- Fiabe lunghe un sorriso, Roma, Editori Riuniti, 1987;
- Io e gli altri. Nuovi giochi di fantasia, Roma, Editori Riuniti, 1988;
- Prime fiabe e filastrocche (1949-1951), Torino, Emme, 1990;
- L’omino delle nuvole, Roma, Editori Riuniti, 1991;
- Il lupo e il grillo, Roma, Editori Riuniti, 1991;
- Il naso della festa e altre storie, Roma, Editori Riuniti, 1991;
- Il gatto parlante e altre storie, Roma, Editori Riuniti, 1991;
- È nato prima l’uovo o la gallina?, Roma, Editori Riuniti, 1991;
- Perché i re sono re?, Roma, Editori Riuniti, 1991;
- Tutto cominciò con un coccodrillo, Milano, Mursia, 1991;
- Il mondo in un uovo, Milano, Mursia, 1991;
- Delfina al ballo, Milano, Mursia, 1991;
- Scuola di fantasia, Roma, Editori Riuniti, 1992;
- Numeri sottozero, Roma, Editori Riuniti, 1992;
- Perché l’arcobaleno esce quando piove?, Roma, Editori Riuniti, 1992;
- Il fante di picche e altre storie, Roma, Editori Riuniti, 1992;
- Le storie, Roma, Editori Riuniti, 1992;
- Il robot che voleva dormire, Milano, Mursia, 1992;
- Il principe gelato, Milano, Mursia, 1992;
- Dieci chili di luna, Milano, Mursia, 1993;
- Buongiorno alla scuola, Roma, Editori Riuniti, 1993;
- Il calendario parlante, Roma, Editori Riuniti, 1993;
- L’omino della pioggia, Roma, Editori Riuniti, 1993;
- Fiabe e fantafiabe, Trieste, Einaudi ragazzi, 1994;
- Novelle fatte a macchina, Trieste, Einaudi ragazzi, 1994;
- Storie di Marco e Mirko, Trieste, Einaudi ragazzi, 1994;
- Un giocattolo per Natale, Novara, Interlinea, 1994;
- Il mago di Natale, Novara, Interlinea, 1995;
- Zoo di storie e versi, Trieste, Einaudi ragazzi, 1995;
- Versi e storie di parole, Trieste, Einaudi ragazzi, 1995;
- Il teatro delle filastrocche. Laboratorio delle parole e della fantasia, con CD-ROM, Roma, Editori Riuniti, 1996;
- Altre storie, Trieste, Einaudi ragazzi, 1996;
- Agente X.99. Storie e versi dallo spazio, Trieste, Einaudi ragazzi, 1996;
- Fra i banchi, San Dorligo della Valle, EL, 1997;
- Il ragioniere-pesce del Cusio, Novara, Interlinea, 1998;
- “Miao! Ciao!” e altre rime di animali, con Nicoletta Costa, Trieste, Emme, 1999;
- La macchina per fare i compiti e altre storie, Roma, Editori Riuniti, 2003;
- “Promemoria”. Raccolta di poesie sulla Pace di Gianni Rodari, Omegna, Oca Blu, 2003;
- Le avventure dei 3B, Roma, Editori Riuniti, 2004;
- Alice nelle figure, San Dorligo della Valle, Emme, 2005;
- Giacomo di cristallo, illustrato da Vitali Konstantinov, San Dorligo della Valle, Emme, 2011.[2]